# Маттус, Зигфрид
Зи́гфрид Ма́ттус (нем. Siegfried Matthus; 13 апреля 1934, Малленуппен, Восточная Пруссия, ныне посёлок Задорожье, Озёрский район, Калининградская область — 27 августа 2021) — немецкий композитор.

## Биография
Учился в Берлинской Высшей школе музыки у Рудольфа Вагнера-Регени, затем у Ханса Эйслера. С 1964 г. сотрудничал с Берлинской комической оперой. Дебютировал как оперный композитор сочинением «Ласарильо из Тормеса» (1963) по одноимённому испанскому плутовскому роману XVI века. Из последующих работ Маттуса наибольшую известность завоевали оперы «Песнь о любви и смерти корнета Кристофа Рильке» (нем. Die Weise von Liebe und Tod des Cornets Christoph Rilke; 1983, по одноимённому произведению Райнера Марии Рильке) и «Бесконечная история» (нем. Die unendliche Geschichte; 2004, по известной одноимённой повести Михаэля Энде).